# Перевальное (Урджарский район)
Перевальное (каз. Перевальное) — упразднённое село в Урджарском районе Восточно-Казахстанской области Казахстана. Дата упразднения не установлена.

## География
Располагалось на безымянном ручье, притоке реки Мохнатка, в 8 км к юго-западу от села Баркытбел (Новоандреевка).

## История
Село Перевальное возникло в 1911 г. В 1913 г. состояло из 83 дворов.

## Население
На карте 1967 г. в селе значатся 14 человек.